# Тул (Тексас)
Тул (енгл. Tool) град је у америчкој савезној држави Тексас. По попису становништва из 2010. у њему је живело 2.240 становника.

## Демографија
Према попису становништва из 2010. у граду је живело 2.240 становника, што је 35 (1,5%) становника мање него 2000. године.
| Група             | 2000.         | 2010.         |
| Белци             | 2.161 (95,0%) | 2.059 (91,9%) |
| Афроамериканци    | 9 (0,4%)      | 18 (0,8%)     |
| Азијати           | 3 (0,1%)      | 3 (0,1%)      |
| Хиспаноамериканци | 53 (2,3%)     | 113 (5,0%)    |
| Укупно            | 2.275         | 2.240         |